# Ogorzałek luzoński
Ogorzałek luzoński (Tryphomys adustus) – gatunek ssaka z podrodziny myszy (Murinae) w obrębie rodziny myszowatych (Muridae), występujący endemicznie na wyspie Luzon w archipelagu Filipin.

## Taksonomia
Rodzaj i gatunek po raz pierwszy zgodnie z zasadami nazewnictwa binominalnego opisał w 1910 roku amerykański botanik i zoolog Gerrit Smith Miller, nadając im odpowiednio nazwy Tryphomys i Tryphomys adustus. Holotyp pochodził z Haights-in-the-Oaks, w Benguet, na Luzonie, w Filipinach. Jedyny przedstawiciel rodzaju ogorzałek (Tryphomys).
T. adustus tworzy monofiletyczny klaster z Abditomys latidens, oba sklasyfikowane są w kladzie „Philippine New Endemics” w plemieniu Rattini; pokrewieństwo z innymi rodzajami myszowatych z Filipin nie jest ustalone.  Zachodzi potrzeba przeprowadzenia badań genetycznych. Autorzy Illustrated Checklist of the Mammals of the World uznają ten takson za gatunek monotypowy.

### Etymologia
- Tryphomys: gr. τρυφη truphē „delikatny, miękki”[9]; μυς mus, μυος muos „mysz”[10].
- adustus: łac. adustus „spalony”, od adurere „podpalić”[11].

## Występowanie
Ogorzałek luzoński jest znany tylko z trzech miejsc. Występuje wyłącznie na Filipinach; oprócz prowincji Benguet stwierdzono go także w prowincjach Tarlac i Laguna w środkowej części wyspy Luzon. Występuje od poziomu morza do wysokości ok. 2200 m n.p.m., wzdłuż rzeki Chico u stóp Mount Data i u stóp Mount Makiling. Nie stwierdzono go w Parku Narodowym Balbalasang-Balbalan.
Zamieszkuje tereny wilgotne, w tym pola ryżowe i wysokogórski las mglisty. Większość okazów schwytano w lasach.

## Wygląd
Długość ciała (bez ogona) 174–198 mm, długość ogona 150–181 mm, długość ucha 20 mm, długość tylnej stopy 32–34 mm; masa ciała 198 g. Opis według holotypu gatunku: jest to średniej wielkości gryzoń. Głowa, grzbiet i boki ciała są brązowe, z dodatkiem czarnych włosów, szczególnie na grzbiecie. Futro grzbietu jest szorstkie, czubki krótszych włosów zakrzywiają się ku przodowi, sprawiając wrażenie przypalonych. Spód ciała i policzki są płowobiałe, wyraźnie oddzielone od grzbietu, z włosami szarymi u nasady. Nogi są tego samego koloru, choć z bardziej brązowawym odcieniem. Ogon jest jednolicie ciemnobrązowy.

## Populacja
Nie wiadomo, jak liczny jest ogorzałek luzoński, choć przypuszcza się, że jest raczej trudny do schwytania niż nieliczny. Nie są znane zagrożenia dla tego gatunku, nie wiadomo, czy występuje w obszarach chronionych. Międzynarodowa Unia Ochrony Przyrody uznała, że na razie brak jest danych do przydzielenia gatunku do konkretnej kategorii zagrożenia i potrzebne są dalsze prace.